# Yu Dongyue
Yu Dongyue, né le 4 décembre 1967  à Liuyang dans le Hunan, est un journaliste chinois condamné à 20 ans de prison en aout 1989,  pour avoir jeté de l'encre sur le portrait de Mao Zedong de la place Tian'anmen  pendant les manifestations de la place Tian'anmen.

## Historique
Yu Dongyue est critique d’art aux Nouvelles de Liuyang,. Le 23 mai 1989, avec deux amis du Hunan,  Lu Decheng et Yu Zhijian, il jette  des œufs remplis d'encre sur le portrait géant de Mao Zedong de la place Tian'anmen, le 23 mai 1989. Arrêté, Yu Dongyue est reconnu coupable de « sabotage » et de « propagande contre-révolutionnaire », il est condamné à 20 ans de détention. Après 17 ans de prison, Yu Dongyue a été libéré le 23 février 2006. Les conditions de sa détention ont rendu Yu Dongyue comme un « légume ». Après sa libération il tenait des propos incompréhensibles et s’agenouillait devant les policiers croisés dans la rue.

## Mémoire
L'auteure dramatique Carole Fréchette a écrit le texte Je pense à Yu, publié aux Éditions Leméac/Actes-Sud Papiers, Montréal et Arles, en 2012.